# Vịnh Hạ Long – quần đảo Cát Bà

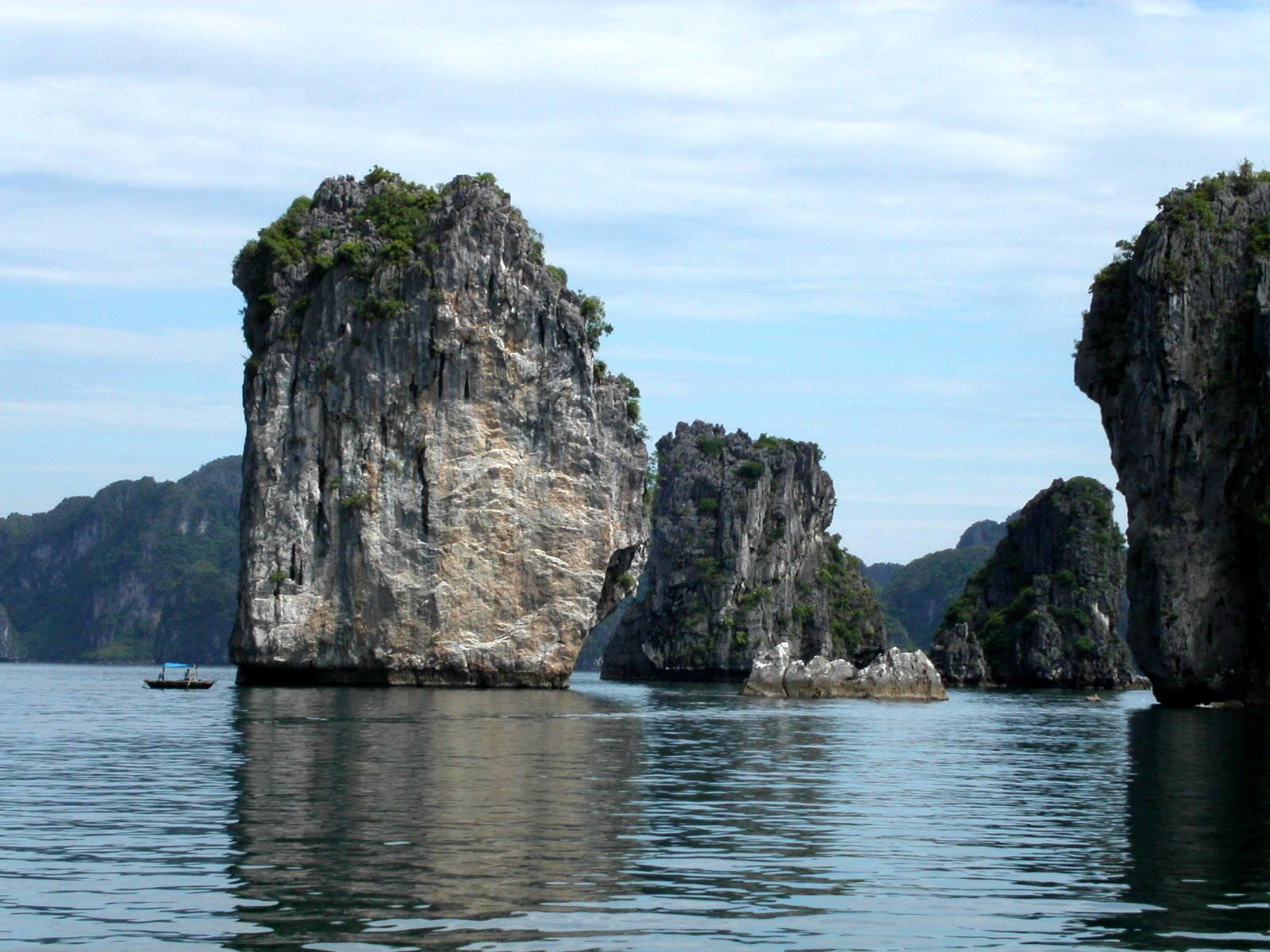
Cảnh quan đá, nước và bầu trời trên vịnh Hạ Long.

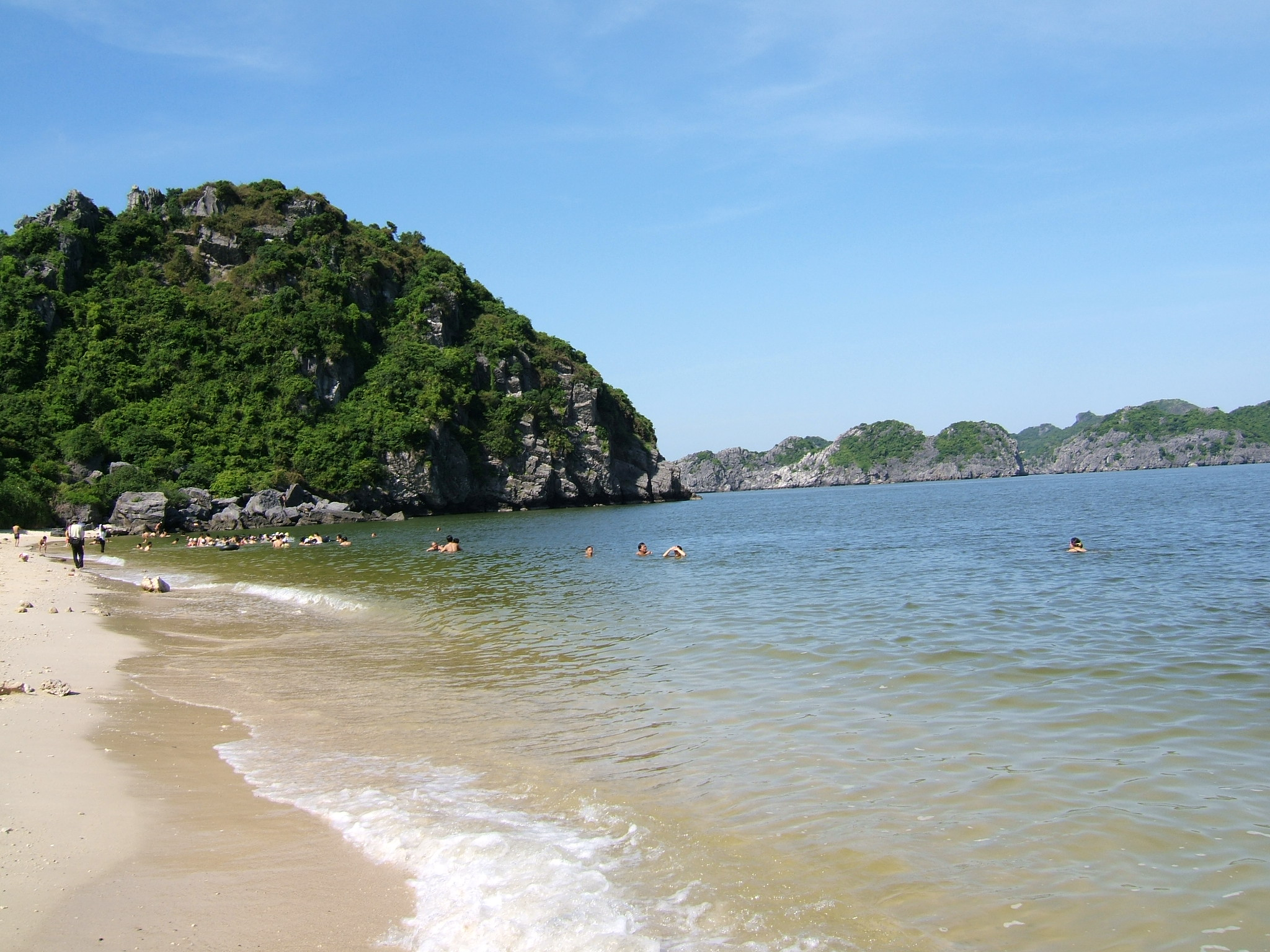
Một bãi tắm trên Đảo Khỉ thuộc quần đảo Cát Bà.

Vịnh Hạ Long – quần đảo Cát Bà là một trong số 8 di sản thế giới tại Việt Nam. Đây là di sản thế giới liên tỉnh đầu tiên với địa bàn thuộc tỉnh Quảng Ninh và thành phố Hải Phòng. Di sản thiên nhiên thế giới này được công nhận lần đầu tiên cho vịnh Hạ Long vào năm 1994 với tiêu chí nổi bật toàn cầu về cảnh quan; tới lần thứ hai vào năm 2000, di sản được bổ sung thêm theo tiêu chí địa chất và đến lần thứ 3 năm 2023 thì được mở rộng thêm sang quần đảo Cát Bà.

## Tổng quan
Di sản vịnh Hạ Long – quần đảo Cát Bà được xác định nằm ở phía đông bắc Việt Nam với các khu vực tự nhiên có diện tích vùng lõi đạt 65.650 ha, vùng đệm có diện tích 34.140 ha. Di sản thiên nhiên mới có tổng cộng 1.133 hòn đảo đá vôi (bao gồm 775 đảo đá vôi thuộc vịnh Hạ Long và 388 đảo đá vôi thuộc quần đảo Cát Bà).
Vịnh Hạ Long - Quần đảo Cát Bà được UNESCO công nhận là Di sản thế giới vào tháng 9/2023, bởi nơi đây chứa đựng các khu vực có vẻ đẹp thiên nhiên bao gồm các đảo đá vôi có thảm thực vật che phủ và các đỉnh nhọn núi đá vôi nhô lên trên mặt biển cùng với các đặc điểm karst (núi đá vôi) liên quan như các mái vòm và hang động.
Theo UNESCO, vịnh Hạ Long – quần đảo Cát Bà được xem là bảo tàng địa chất, chứa đựng những di sản với giá trị nổi bật toàn cầu, nơi chứng kiến những thay đổi đặc trưng trong lịch sử phát triển của Trái Đất. Việc tổ chức thành hồ sơ di sản liên tỉnh thành phố vịnh Hạ Long – quần đảo Cát Bà được thực hiện dựa trên khuyến nghị của Liên minh Bảo tồn Thiên nhiên Quốc tế (IUCN) vào năm 2014. Khi đó, vịnh Hạ Long đã 2 lần được công nhận là di sản thiên nhiên thế giới (năm 1994 và năm 2000), còn Cát Bà đang gửi hồ sơ đề cử. Sau khi thẩm định, IUCN khuyến nghị Việt Nam xem xét khả năng đề xuất gộp vịnh Hạ Long và quần đảo Cát Bà thành một hồ sơ di sản thế giới mới. Ngày 16/9/2023, Vịnh Hạ Long - Quần đảo Cát Bà được UNESCO công nhận là Di sản thế giới.

## Vịnh Hạ Long
Vịnh Hạ Long là một vịnh thuộc khu vực biển đông bắc Việt Nam, bao gồm vùng biển đảo của thành phố Hạ Long thuộc tỉnh Quảng Ninh. Là trung tâm của một khu vực có những yếu tố ít nhiều tương đồng về địa chất, địa mạo, cảnh quan, khí hậu và văn hóa, với vịnh Bái Tử Long phía đông bắc và quần đảo Cát Bà phía tây nam, vịnh Hạ Long giới hạn trong diện tích khoảng 1.553 km² bao gồm 1.969 hòn đảo lớn nhỏ, phần lớn là đảo đá vôi, trong đó vùng lõi của vịnh có diện tích 335 km² quần tụ dày đặc 775 hòn đảo. Lịch sử kiến tạo địa chất đá vôi của vịnh đã trải qua khoảng 500 triệu năm với những hoàn cảnh cổ địa lý rất khác nhau; và quá trình tiến hóa karst đầy đủ trải qua trên 20 triệu năm với sự kết hợp các yếu tố như tầng đá vôi dày, khí hậu nóng ẩm và tiến trình nâng kiến tạo chậm chạp trên tổng thể. Sự kết hợp của môi trường, khí hậu, địa chất, địa mạo, đã khiến vịnh Hạ Long trở thành quần tụ của đa dạng sinh học bao gồm hệ sinh thái rừng kín thường xanh mưa ẩm nhiệt đới và hệ sinh thái biển và ven bờ với nhiều tiểu hệ sinh thái. 17 loài thực vật đặc hữu và khoảng 60 loài động vật đặc hữu đã được phát hiện trong số hàng ngàn động, thực vật quần cư tại vịnh.
Những kết quả nghiên cứu, thám sát khảo cổ học và văn hóa học cho thấy sự hiện diện của những cư dân tiền sử trên vùng vịnh Hạ Long từ khá sớm, đã tạo lập những hình thái văn hóa cổ đại tiếp nối nhau bao gồm văn hóa Soi Nhụ trong khoảng 18.000–7.000 năm trước Công Nguyên, văn hóa Cái Bèo trong 7.000–5.000 năm trước Công Nguyên và văn hóa Hạ Long cách ngày nay khoảng từ 3.500–5.000 năm.
Năm 1962, Bộ Văn hóa – Thông tin đã xếp hạng vịnh Hạ Long là di tích danh thắng cấp quốc gia đồng thời quy hoạch vùng bảo vệ. Năm 1994, vùng lõi của vịnh Hạ Long được UNESCO công nhận là di sản thiên nhiên thế giới với giá trị thẩm mỹ (tiêu chuẩn vii), và được tái công nhận lần thứ 2 với giá trị ngoại hạng toàn cầu về địa chất–địa mạo (tiêu chuẩn viii) vào năm 2000. Cùng với vịnh Nha Trang và vịnh Lăng Cô của Việt Nam, vịnh Hạ Long là một trong số 29 vịnh được Câu lạc bộ những vịnh đẹp nhất thế giới xếp hạng và chính thức công nhận vào tháng 7 năm 2003.

## Quần đảo Cát Bà
Quần đảo Cát Bà là một quần đảo gồm 388 hòn đảo, trong đó có đảo Cát Bà ở phía nam vịnh Hạ Long, ngoài khơi thành phố Hải Phòng và tỉnh Quảng Ninh, cách trung tâm thành phố Hải Phòng khoảng 30 km, cách thành phố Hạ Long khoảng 25 km. Về mặt hành chính, quần đảo thuộc huyện Cát Hải, thành phố Hải Phòng. Nơi đây đã được UNESCO công nhận là Khu dự trữ sinh quyển thế giới (năm 2004).
Quần đảo này gồm 388 hòn đảo nằm trên diện rộng khoảng 345 km². Đảo Cát Bà lớn nhất có diện tích 153 km², là đảo lớn thứ ba ở Việt Nam sau Phú Quốc và Cái Bầu, có đỉnh cao nhất 331 m. Các đảo còn lại ít khi độ cao đạt 100–250m, phần nhiều là đảo nhỏ có độ cao dưới 100m và các hòn rất nhỏ thường chỉ cao 20–50m. Đây là một khu vực địa hình karst nhiệt đới bị ngập chìm do biển tiến Holocen. Các hòn đảo là các chóp hoặc tháp kart đơn lẻ hoặc thành cụm, vách bờ dốc đứng nổi trên mặt nước biển. Nhiều tên đảo gọi theo hình dáng của các vật như Ớt, Chuông, Mai Rùa, Lã Vọng, Đuôi Rồng, Báo và Sư Tử,... Ăn mòn sinh hóa và cơ học của nước biển do sóng và thủy triều tạo nên rìa bờ lõm vòng quanh đảo. Trên đảo Cát Bà có các thung lũng karst như Trung Trang, Gia Luận, Tai Lai và Việt Hải. Chúng có độ cao 5–8m, chiều rộng 100–600m, có nơi rộng tới 1 km, kéo dài một vài tới chục km, được lấp đầy bằng các trầm tích sông–biển Pleistocen muộn. Quần đảo Cát Bà có nhiều hang động thuộc ba nhóm: hang ngầm cổ, hang nền và hang hàm ếch biển. Các hang ngầm cổ như động Hùng Sơn, động Hoa, hang Trung Trang,... thường có độ cao trên 10 m. Các hang nền phổ biến nhưng thường có kích thước nhỏ và thường có độ cao dưới 10m. Hang hàm ếch biển có khi xuyên thủng các khối đá vôi tạo thành hang luồn như hang Xích, hang Thủng,... Địa hình đáy ven bờ quần đảo Cát Bà gồm các dạng tùng áng, rạn san hô, đồng bằng đáy vịnh và luồng lạch. Tùng, áng là các thung lũng hoặc phễu karst bị biển ngập chìm. Tùng có 26 chiếc với hình dạng kéo dài (tùng Gấu, tùng Chàng,...). Áng có 33 chiếc với hình dạng đẳng thước (áng Thảm, áng Vẹm và áng Kê,...).
Về cấu trúc địa chất, quần đảo nằm trên bể đông bắc Bắc Bộ, ưu thế các đá trầm tích carbonat Paleozoi và trầm tích bở rời Đệ Tứ. Biểu hiện magma ở quần đảo Cát Bà không đáng kể với vài thể đá magma xâm nhập dạng mạch đã được xác định là spesartit và minet tại Hùng Sơn và Bến Bèo. Hệ tầng Phố Hàn (D3-C1 ph) có tuổi Devon muộn–Carbon sớm, phân bố chủ yếu ở phía tây nam và giữa đảo Cát Bà, lộ ít hơn ở phía bắc đảo, dày khoảng 400–650 m, gồm đá vôi xám đen phân lớp xen các đá lục nguyên và đá silic. Ở bờ vụng Cát Bà lộ ra mặt cắt địa tầng chuyển tiếp giữa Devon và Carbon rất có giá trị khoa học và di sản địa chất. Hệ tầng Bắc Sơn (C1-P2 bs) (C1-P2 bs), tuổi Carbon sớm–Permi muộn, phân bố rộng khắp, dày khoảng 700–1000 m, chủ yếu gồm đá vôi màu xám, xám sáng, phân lớp dày và dạng khối. Các trầm tích Đệ Tứ gồm trầm tích hệ tầng Vĩnh Phúc (Q13 vp) tuổi Pleistocen muộn, thành phần cát, cuội cấu tạo nên bậc thềm biển cao 5–8m ở Ao Cối và các trầm tích sông–biển ở các thung lũng Gia Luận, Trung Trang; trầm tích hệ tầng Hải Hưng (Q11-2 hh), tuổi Holocen sớm–giữa và trầm tích hệ tầng Thái Bình (Q22-3 tb). Các trầm tích hiện đại gồm có trầm tích bãi biển, bãi triều, bãi lầy sú vẹt và trầm tích đáy biển nông, thành phần từ sét, bột đến cát sạn. Biển tiến sau băng hà lần cuối cùng bắt đầu từ 17–18 nghìn năm trước, khi mực nước biển thấp hơn hiện nay 100–120m, đến khoảng 7.000–8.000 năm trước bắt đầu tràn ngập khu vực Cát Bà, mở rộng nhất vào 5.000–6.000 năm trước chính thức biến nơi này thành quần đảo.